# Musave (vattendrag)
Musave är ett vattendrag i Burundi.   Det ligger i provinsen Gitega, i den centrala delen av landet, 70 km öster om huvudstaden Bujumbura.
I omgivningarna runt Musave växer huvudsakligen savannskog. Runt Musave är det tätbefolkat, med 276 invånare per kvadratkilometer.